# James Cooke
James Cooke (Gent, 25 oktober 1984) is een Belgische televisiepresentator, televisieacteur, musicalacteur, theaterproducent en theaterregisseur. Cooke is vooral bekend van Gert Verhulsts laatavondpraatprogramma Gert Late Night. Hij speelde mee in de Vlaamse musicalproducties Daens (ensemble), Domino (Roland) en '14-'18, de musical, waar hij van september 2014 tot november 2014 het personage Albert voor zijn rekening nam. Cooke presenteerde op Studio100TV. In november 2016 tekende hij een exclusiviteitscontract bij VIER en VIJF.

## Biografie
James Cooke groeide op in het Oost-Vlaamse Gavere. In 2006 studeerde hij af aan het Koninklijk Conservatorium Brussel in de afdeling Musical. Tijdens zijn opleiding aan het Conservatorium speelde hij onder meer in Shakespeares Macbeth.
Cooke speelde gastrollen in Familie (2013), Binnenstebuiten (2013), Witse, Spoed en De Kotmadam. Sinds 2014 vertolkt hij de rol van kok Basiel in de Studio 100-reeks Prinsessia. In 2016 speelde hij mee in de reeks Nieuwe buren. Verder deed hij mee aan het programma Camping Karen & James, waarin hij samen met Karen Damen elke week bijzondere mensen met een aandoening ontving op een camping.
Hij is in België bekend geworden als sidekick van Gert Verhulst in de talkshow Gert Late Night.
Cooke is sinds 2017 jurylid in De Slimste Mens ter Wereld.
In 2020 presenteerde hij samen met Gert Verhulst drie uur lang de 1000 klassiekers op Radio 2.
James was de eerste belg ooit die in 2025 meespeelde in de Australische soapserie Neighbours. Hij vloog naar het Australische Melbourne om er een dag mee te draaien op de set van Neighbours. Daar kreeg hij niet alleen een figurantenrolletje, maar ook een tekst.

## Privé
Op 6 augustus 2021 trouwde hij met Dorian Liveyns.

## Musical (selectie)
| Jaar      | Productie                        | Producent                                   | Rol / Functie                                        |
| --------- | -------------------------------- | ------------------------------------------- | ---------------------------------------------------- |
| 2008      | Daens                            | Studio 100                                  | ensemble understudy Smith                            |
| 2008      | Dans der Vampieren               | Musichall                                   | Koukol                                               |
| 2010-2011 | Fantasia, De Giga Grote Muisical | Marc Besson & Wouter Boits                  | Geronimo Stilton                                     |
| 2011      | Alice in Wonderland              | Studio 100                                  | ensemble understudy Nestor                           |
| 2012      | Domino                           | VTM                                         | Roland                                               |
| 2013      | Muerto!                          | Ixx Pharma                                  | regisseur                                            |
| 2014      | '14-'18, de musical              | Studio 100                                  | ensemble Albert (na vertrek Bert Verbeke)            |
| 2015      | Wickie, de musical               | Studio 100                                  | Tjure                                                |
| 2015-2017 | Samson & Gert Kerstshow          | Studio 100                                  | presentator (2015-2016) Stevie Spoelberg (2016-2017) |
| 2016      | Muerto!                          | Uitgezonderd i.s.m. Judas TheaterProducties | regisseur                                            |
| 2017      | Kiss me, Kate                    | Festivaria                                  | gangster                                             |
| 2019      | Spektakelmusical '40-'45         | Studio 100                                  | alternate Louis Segers                               |
| 2020-21   | Pocahontas                       | Uitgezonderd                                | coproducent                                          |
| 2020-21   | Daens                            | Studio 100                                  | Smith                                                |
| 2022-23   | Vergeet Barbara                  | Studio 100                                  | Achiel Vervaet                                       |

## Theater (selectie)
| Jaar      | Productie                    | Producent             | Rol / Functie      |
| --------- | ---------------------------- | --------------------- | ------------------ |
| 2011      | De MEGA Mindy Show           | Studio 100            | boef               |
| 2014-2015 | Aspe - Moord in het Theater! | Uitgezonderd Theater! | regieassistentie   |
| 2015      | Boer zocht Vrouw             | Uitgezonderd Theater! | production manager |

## Televisie (selectie)
| Jaar       | Serie                                    | Rol           | Opmerking                      |
| ---------- | ---------------------------------------- | ------------- | ------------------------------ |
| 1999       | Flikken                                  | Gert          | aflevering Partners            |
| 2007       | Spoed                                    | Fuiver        |                                |
| 2009       | Witse                                    | Dean          | aflevering Eén voor allen      |
| 2011       | De Kotmadam                              |               | aflevering Het gsm-winkeltje   |
| 2011       | Aspe                                     | Bas           | aflevering Angel Dust          |
| 2012       | De Mega Mindy Show                       | cameraman     |                                |
| 2013       | Binnenstebuiten                          | Karl Glorieux | gastrol in 3 afleveringen      |
| 2013       | Slot Marsepeinstein                      | zangpiet      |                                |
| 2013       | Familie                                  | Marijn        | gastrol in 13 afleveringen     |
| 2014       | K3 Dierenhotel                           | Donder        | stemrol                        |
| 2014-2016  | Prinsessia                               | kok Basiel    | hoofdrol                       |
| 2015-2016  | Samson en Gert Kerstshow                 | zichzelf      | presentatie                    |
| 2015-2016  | Jonas & Van Geel                         | zichzelf      |                                |
| 2016       | Zeg eens euh!                            | zichzelf      | kandidaat                      |
| 2016       | Nieuwe buren                             | zichzelf      | samen met Karen Damen          |
| 2016-2019  | De Sterrenstudio                         | zichzelf      | presentator                    |
| 2017       | Camping Karen & James                    | zichzelf      | samen met Karen Damen          |
| 2017-2020  | Gert Late Night                          | zichzelf      | sidekick van Gert Verhulst     |
| 2017-heden | De Slimste Mens ter Wereld               | zichzelf      | jurylid                        |
| 2018       | Tegen de Sterren op                      | zichzelf      |                                |
| 2018       | Dancing with the Stars                   | zichzelf      | winnaar                        |
| 2018       | De drie wijzen                           | zichzelf      |                                |
| 2019       | De Battle                                | zichzelf      | kandidaat                      |
| 2019       | Van algemeen nut                         | zichzelf      |                                |
| 2019, 2021 | Is er een dokter in de zaal?             | zichzelf      |                                |
| 2020       | Opvoeden doe je zo                       | zichzelf      |                                |
| 2021       | De Cooke & Verhulst Show                 | zichzelf      | presentator                    |
| 2021       | Leef!                                    | zichzelf      | presentator                    |
| 2021-2023  | James de musical                         | zichzelf      | presentator                    |
| 2022       | Vrede op aarde                           | zichzelf      |                                |
| 2022       | Extreme Makeover Vlaanderen              | zichzelf      | presentator                    |
| 2022       | Over de oceaan                           | zichzelf      |                                |
| 2024       | Jani & James doen-het-zelf               | zichzelf      | presentator                    |
| 2025       | James & co                               | zichzelf      | presentator                    |
| 2025       | Neighbours                               | /             | /                              |
| 2025       | Wie van de Drie                          | zichzelf      | panellid                       |
| 2025       | Code van Coppens: De wraak van de Belgen | zichzelf      | deelnemers-duo met Evi Hanssen |